# Смена (платформа в Краснодарском крае)
Сме́на — платформа Северо-Кавказской железной дороги РЖД, расположена в микрорайоне Совет-Квадже Лазаревского района города Сочи, Краснодарский край, Россия.

## Описание
Расположена на берегу Чёрного моря.